# 古町芸妓

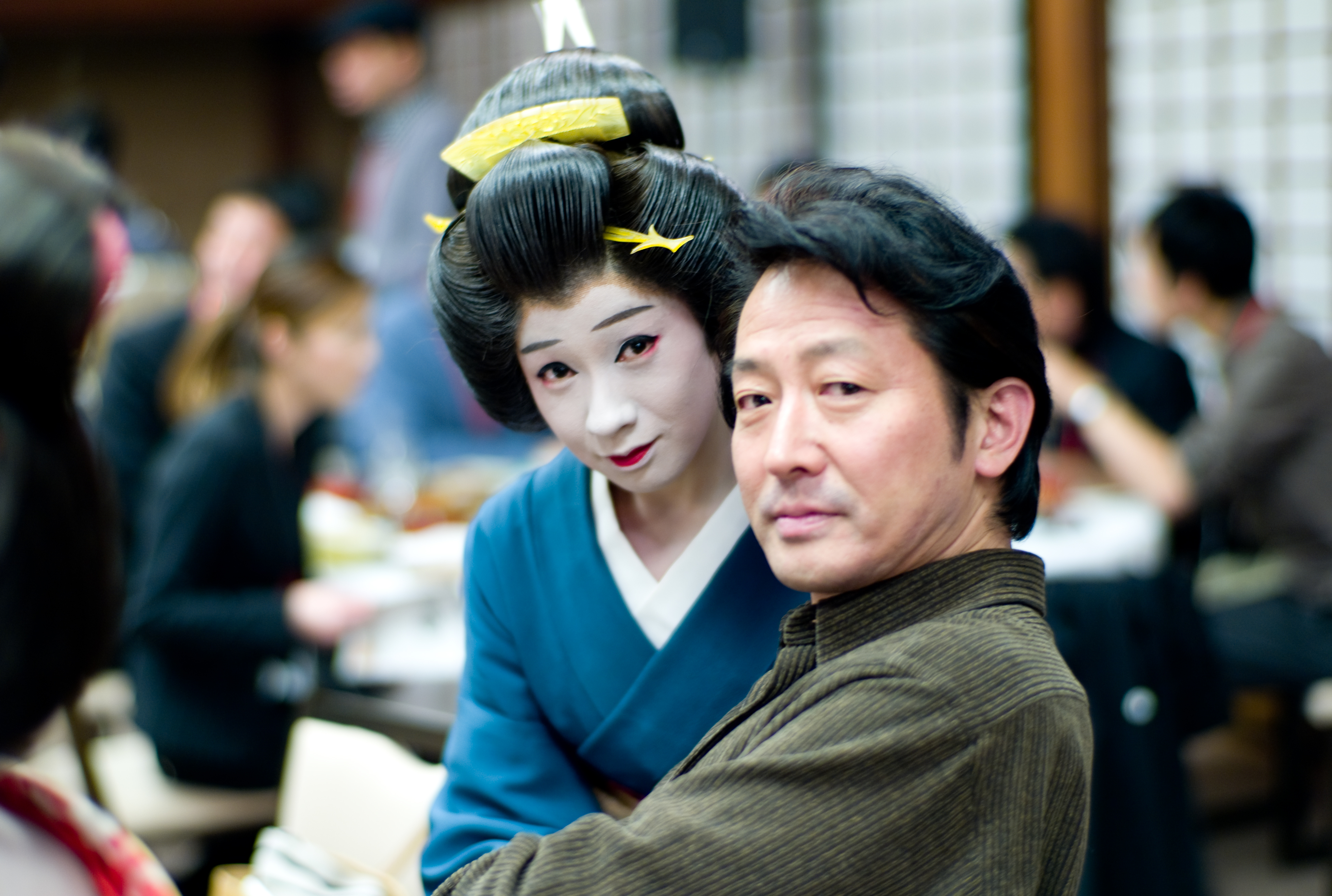
新潟の芸者と一緒にお座敷(右側の男性は辰巳琢郎)

古町芸妓（ふるまちげいぎ）は、新潟県新潟市中央区古町を拠点とする芸妓。
最盛期には約400人の芸妓が活動し、京都の祇園、東京の新橋の芸妓と並び称されていた。

## 概要

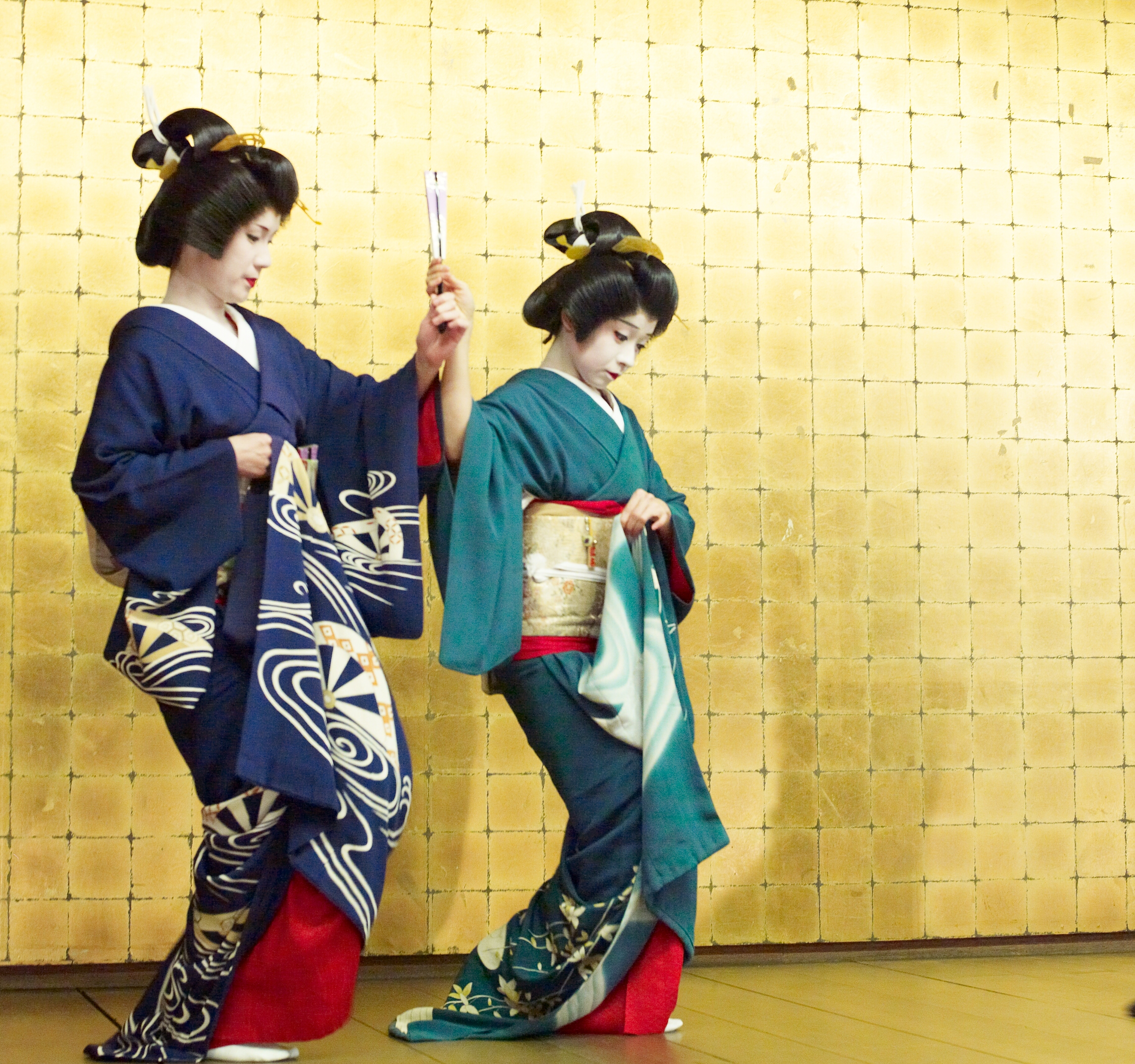
新潟芸者の舞

古町芸妓は大きく2種類に分かれており、50～60歳代の昔ながらの置屋所属の、正統派のベテラン芸妓でいわゆる「姐さん」と、柳都振興株式会社に所属する通称「柳都さん」に分かれる。

### 名称

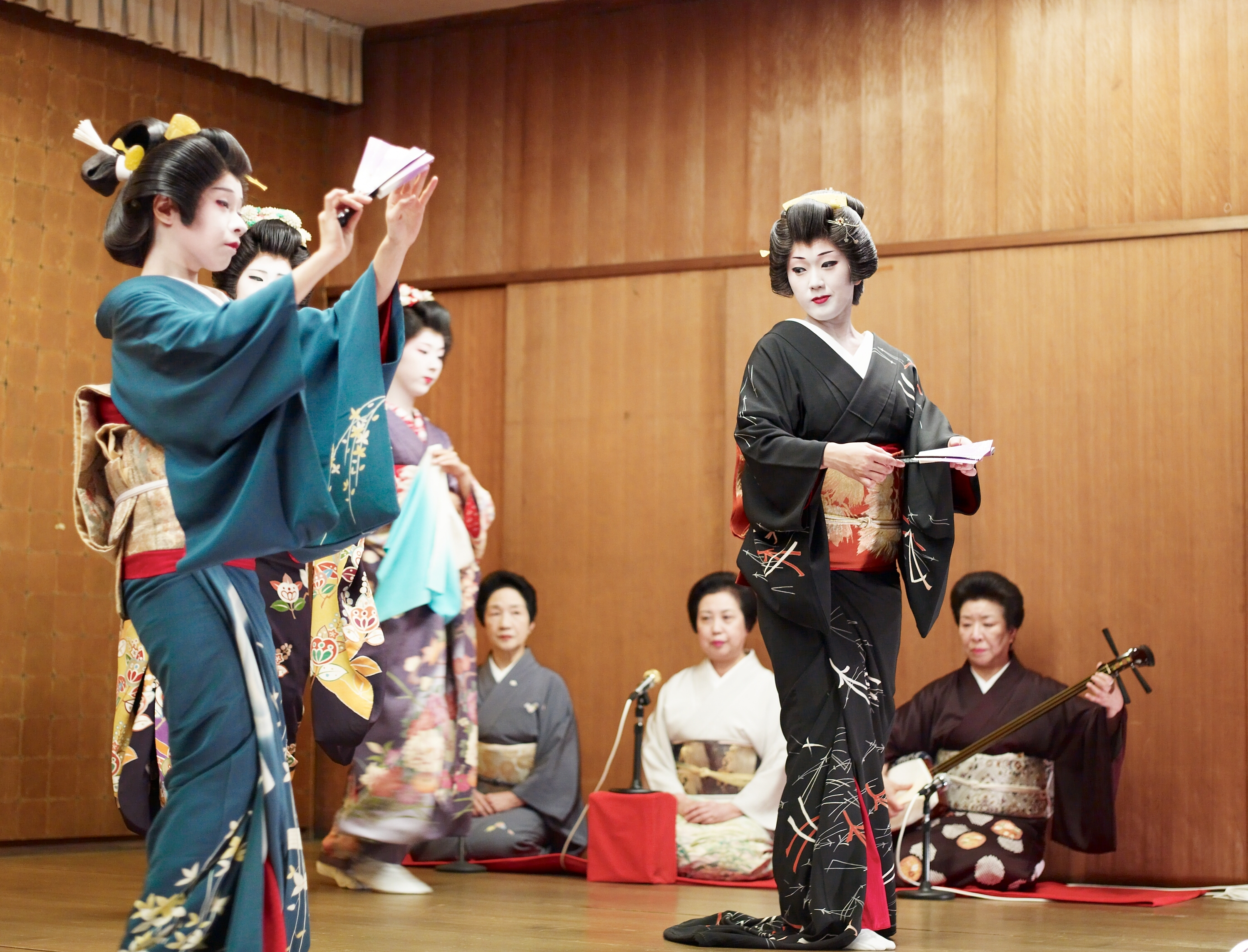
手前が「留袖」、左手奥が「振袖」の芸妓。

芸妓は、一人前の芸妓と見習とに区別されている。
京都では芸妓を「芸妓（げいこ）」、見習を「舞妓（まいこ）」と呼ぶのに対し、新潟では芸妓を「留袖（とめそで）」、見習を「振袖（ふりそで）」と呼ぶ。
留袖（留袖さん）
振袖を務め上げた一人前の芸妓。留袖になるまでに7年から8年を要する。
振袖（振袖さん）
18歳以上の若手芸妓。

### 装束
一人前の年長芸妓である「留袖」の場合は主として、髪形は中島田に結い、着物の袖は留袖、裾は普通の着物より長い“お引きずり”を着用。6・9月は裏地がついていない単衣（ひとえ）、7・8月は薄く透き通った軽やかな呂（ろ）、10～5月は裏地のついた袷（あわせ）を着る。化粧は、引眉をしない水白粉によるものが一般的。帯は、普段はお太鼓結び、正装時はお太鼓の下を結ばずに垂らす“柳”に結ぶ。
見習いの芸妓である「振袖」の衣装は、髪形は桃割れ等の少女の髷で、振袖を着る。帯は年長芸妓とは異なり、「矢の字結び」に結ぶ。

### 流派
座敷では主に市山流の舞踊を披露する。稽古や育成は姐さん方や市山流の家元が行っている。鳴物は望月流。

#### かつて存在した流派
市川流
九代目市川團十郎を流祖とし、名取である市川登根の流派。明治から大正にかけては市川登根と市山流四代目家元市山七十世が、昭和初期には市川仲子と市山流五代目家元市山七十朗が芸を競い合った。
しかし、市川登根の孫である市川仲子が昭和34年（1959年）に、仲子の姉である藤間小藤が昭和58年（1983年）に逝去したことにより断絶。

### 歳時記
1月
新年顔合わせ会（一般参加不可）
2月
にいがた冬・食の陣（芸妓の舞コース）
ふる町振袖さんおどり初め会
3月
柳と華の会
にいがた酒の陣（芸妓出演）
5月
古町どんどん（芸妓出演）
6月
ふるまち新潟をどり
7月～9月
にいがた夏・食の陣（芸妓の舞コース）
8月
新潟まつり・住吉行列（芸妓出演）
明和義人祭（芸妓出演）
10月
古町どんどん（芸妓出演）

## 歴史
古町芸妓の起源は、元和2年（1616年）から存在した「新潟遊女」であると言われている。江戸時代の後期に、市山流三代目市山七十朗に師事する「とし（味方ねん）」が市山姓を受け、四代目市山七十世となるなど、のちの古町芸妓の隆盛の胎動をはじめる。

### 明治時代
時代は明治となり、新潟港が開港。明治13年（1880年）に四代目市山七十世が遊芸師匠として古町通8番町の貸座敷五泉屋の広間を借りて指導、「五泉屋きち」が最初の弟子となる。その翌年の明治14年（1881年）8月には、九代目市川團十郎を流祖とする市川流の名取となって「市川流市川登根」の看板を掲げていた舞踊師匠市川登根が、古町通1番町新明神社で門弟氏名を記録した桐板の額を献額する式を挙げるなど、二人の舞踊師匠が互いの舞踊を研鑽する時代が幕を開ける。
明治18年（1885年）9月7日、新潟県南魚沼郡塩沢町の清水峠から関東に通じる国道「清水越え新道」が開通。新潟県令篠崎五郎が開通式終了後に参列した北白川宮能久をはじめ、山県有朋内務卿ら一行を新潟区白山公園内階楽館に招待。その余興として古町の雛妓8人による御前演舞が行われ、その翌年の明治19年（1886年）8月、初代萬代橋が開通。四代目市山七十世がこれを祝って作った曲である「新潟十景の内-渡り初め開化の賑ひ-」を披露する。その後まもなく「庄内屋しん」が柳原前光に身請けされ、後藤象二郎長男の猛太郎の妻である古町芸妓出身の「三会るん」が伯爵夫人となるなど話題で新潟の界隈をわかせ、古町の芸妓の人気が過熱する。

### 大正時代
大正の時代となり、新潟新聞社が新潟花街約300人の中から「新潟十美人」を選定する投票が開催。市山流四代目市川七十世の孫である川田亀が、五代目市川七十世を襲名。市川流市川登根の孫で、藤間流藤間勘右衛門に師事していた会田力子が「藤間小藤」に、藤間小藤の妹で、藤間勘八の内弟子となっていた会田仲子が「藤間仲子」の名取名を許されて帰郷。市川登根の生前からの願いと師匠筋の了解を得て「市川仲子」となる中で、市川流市川登根、市山流四代目市川七十世が相次いで逝去するなど、古町の芸妓は新しい時代を迎えることとなる。
大正9年（1920年）9月11日。古町芸妓の「庄内屋八重」であった藤間静江（のちの藤蔭静樹）が、新潟劇場で「藤蔭会第七回新潟公演」を開催。そして、大正15年（1926年5月10日から12日に新潟市で「全国料理飲食店業同盟会第26回大会」が開催。2日目の余興に市川流（藤間連）の舞踊、3日目の余興に市山流の「連獅子」、「新潟八景」、「舟江名物盆踊り」が披露されるなど、新潟の花柳界はその勢いを強めていく。

### 昭和時代
昭和の時代になっても大正時代の勢いは衰えることは無く、昭和8年（1933年）、市山流が東京明治座で「市山研踊会東京公演」を開催。そして、昭和10年（1935年）11月7日から10日にかけて、新潟市産業組合が新潟花街の総力を結集した「舟江をどり」を開催。振り付けは市山流五代目市川七十世と市川流市川仲子が担当する。しかし、昭和11年（1936年）の二・二六事件の発生と日独防共協定の締結、昭和12年（1937年）の日中戦争の勃発などにより1回の開催で中止となってしまう。
その後の盧溝橋事件。真珠湾攻撃で太平洋戦争（大東亜戦争）が開戦。「決戦非常措置要綱」により、芸妓置屋や芸妓などが休業。芸妓連、女子挺身隊員として作業に従事することとなる。
昭和中期の昭和34年（1959年）に市川流市川仲子が逝去。新潟藤間流門下名取一同の協議により、藤間茂藤が西堀通8番町に稽古場を開き、希望者の指導にあたるが、昭和41年（1966年）古町芸妓の人数が168名に、そして、昭和45年（1970年）に古町芸妓の人数が136名に減少。昭和43年以降、振袖希望者が0人になる。
昭和の後記（昭和50年代以降）になると、古町芸妓の人数が110名に減少する。また、昭和58年（1983年）に市川流藤間小藤が逝去したことにより、新潟における市川流の系統が断絶する。
昭和60年代に入り、古町芸妓の人数が60名となり。最年少の芸妓が36歳、平均年齢が53歳と高齢化する。そうした状況の中、昭和62年（1987年）、芸妓出入りの料理屋や財界人の出資により「柳都振興株式会社」が設立される。

### 平成
平成の時代となった平成元年（1989年）、市山流六代目市山七十郎により「第一回ふるまち新潟をどり」が開催され、以後、現在まで毎年開催される。また、平成5年（1993年）2月に「第1回にいがた冬-食の陣」が開催。古町芸妓が踊りを披露して以来、「新潟芸妓華の舞」、「ふるまち料亭の味-芸妓の舞コース」と名を変ながらも、毎年踊りを披露する場が増加する。
- 2008年（平成20年）5月12日: 行形亭で行われた第34回主要国首脳会議労働大臣会合のレセプションで演舞を行う[6]。
- 2010年（平成22年）
  - 10月: 新潟市の姉妹都市仏ナント市で文化交流を行う[7]。
  - 10月16日: 行形亭で行われたAPEC新潟食料安全保障担当大臣会合閣僚夕食会で演舞を行う[8]。

### 現在

#### 地方問題
地方（じかた）問題では、姐さん方は次第に引退するが、地方の育成にはある程度お座敷に出られるようになるまで最低でも10年～20年程度必要である。しかし、若手の育成のスピードが間に合わず、または若手が次々に辞めてしまうために、近い将来地方は姿が消えてしまうことが予想されているため、対策が求められている。
現在では、柳都振興に所属する芸妓に指導が行われるなど、後継者の育成に取り組まれている。2012年3月8日に、留袖の柳都さんが地方をつとめる舞台が披露された。

#### 新潟花柳界の衰退
時代の流れで娯楽の多様化、各種接待の激減（料亭の項参照）による利用客の需要の少なさなど、料理屋や新潟の花柳界自体の衰退があげられる。なおかつ、地元新潟市民の知名度の低さもあり、いまだにその存在や活動を知らない者や縁遠い物として関心がない場合が圧倒的多数を占めている。
これに対して新潟市中央区では、特色のある区づくり事業「料亭の味と芸妓の舞」で花代の一部を同区の予算から補助している。

## 座敷外の活動
学童体験会
古町芸妓が新潟市内の小学校、中学校を訪れて踊りを披露する。

### ふるまち新潟をどり
六世市山七十郎が考案し、1982年から始められた舞台。毎年6月中旬ごろに新潟市民芸術文化会館で上演される。
- 構成・振付・指導／市山七十世
- 出演／古町芸妓
- 後援：新潟市
- 協賛：新潟三業協同組合、新潟芸妓置屋組合、柳都振興
- 主催：財団法人新潟市芸術文化振興財団、BSN新潟放送（第22回から）

| 回 | 年                 | 日時                                    | 会場                      | 演目 | 来場者数  | 備考   |
| -- | ------------------ | --------------------------------------- | ------------------------- | --- | --------- | ------ |
| 18 | 2006年（平成18年） | 6月18日(日) 12:00、15:30開演（2回公演） | 新潟市民芸術文化会館 劇場 | 一、 上、長唄 手習子 下、長唄 藤娘 二、お座敷の粋(演奏） 小唄・端唄・俗曲 三、長唄 黒髪 四、清元 神田祭                                                         |           | [ 13 ] |
| 19 | 2007年（平成19年） | 6月17日(日) 12:00、15:30開演（2回公演） | 新潟市民芸術文化会館 劇場 | 一、素囃子 越後獅子 二、小唄 花舞台 三、娘三題 イ、長唄 羽根の禿 ロ、清元 子守 ハ、清元 たけくらべ 四、長唄 俄獅子                                              |           | [ 14 ] |
| 20 | 2008年（平成20年） | 6月15日(日) 12:00、15:30開演（2回公演） | 新潟市民芸術文化会館 劇場 | 一、素囃子／元禄花見踊 二、清元／四季三葉草 三、舞踊小曲二題 イ、露しぐれ ロ、涼み舟 四、大和楽／雪折竹 五、小唄／紀文・どじょっこ 六、長唄／若衆槍踊り         |           | [ 15 ] |
| 21 | 2009年（平成21年） | 6月21日(日) 12:00、15:30開演（2回公演） | 新潟市民芸術文化会館 劇場 | 一、長唄／万歳 二、長唄／胡蝶 三、小唄の世界 イ どうぞ叶へて ロ おせん ハ 猩々 ニ 神田祭 ホ 助六 ヘ うき世道成寺                                                |           | [ 16 ] |
| 22 | 2010年（平成22年） | 6月20日(日) 12:00、15:30開演（2回公演） | 新潟市民芸術文化会館 劇場 | 一、ふるまち お座敷みやげ イ 素囃子 伴奴 ロ 新潟おけさ ハ 相川音頭 ニ 越後追分 二、小唄の彩り イ 初島田 ロ 段畑 ハ 紀文 ニ 秋の七草 ホ 勝名のり 三、長唄 多摩川 |           | [ 17 ] |
| 23 | 2011年（平成23年） | 6月25日(土) 12:00、15:30開演（2回公演） | 新潟市民芸術文化会館 劇場 | 一、長唄 松の三番叟 二、長唄 汐汲 三、清元 玉兎 四．ふるまちの彩り イ おけさ千鳥 ロ 夕ぐれ ハ 氷面鏡 ニ 日吉さん                                                | 約930人   | [ 19 ] |
| 24 | 2012年（平成24年） | 6月17日(日) 12:00、15:30開演（2回公演） | 新潟市民芸術文化会館 劇場 | 一、江戸の風俗舞踊 イ．越後獅子 ロ．玉屋 二、小唄でつづる十二月                                                                                                 | 約760人   | [ 22 ] |
| 25 | 2013年（平成25年） | 6月16日(日) 12:00、15:30開演（2回公演） | 新潟市民芸術文化会館 劇場 | 一部 一．小唄 三番叟 一．清元 越路花登大山（大山詣り） 二部 一．お座敷みやげ 新潟おけさ 岩室三下り（岩室芸妓） 弥彦甚句（弥彦芸妓） 相川音頭ほか                | 約1,000人 | [ 25 ] |

## 関連人物

### 芸妓
庄内屋しん
（1873年 - 1938年） - 明治時代初期の芸妓置屋。庄内屋に在籍していた芸妓。
1886年（明治19年）。初代萬代橋が架橋される際に、第四国立銀行（現在の第四銀行）頭取の八木朋直が柳原前光に橋名の揮毫を依頼するにあたって、二人の間を取り持った。その後、萬代橋架橋後まもなく、前光の側室として落籍される。
前光が病臥することが多くなった1889年（明治22年）から1890年（明治23年）の間に新潟への帰郷を許され、古町に戻って庄内屋の芸妓に復帰した。1894年（明治27年）に前光が死去したのちに芸妓を廃業し、義妹の藤間静江（庄内屋八重。のちの藤蔭静樹）の面倒を見ることとなる。
庄内屋八重
（1880年 - 1966年） - 1898年まで、庄内屋に在籍していた芸妓。
のちの藤蔭静樹。